# بارانتسوو
بارانتسوو (انگلیسی: Barantsevo) یک شهرک در شهرستان ایگلینسکی استان باشقیرستان کشور روسیه است.